# Belgrade (Montana)
Belgrade is een plaats (city) in de Amerikaanse staat Montana, en valt bestuurlijk gezien onder Gallatin County.

## Demografie
Bij de volkstelling in 2000 werd het aantal inwoners vastgesteld op 5728.
In 2006 is het aantal inwoners door het United States Census Bureau geschat op 7323, een stijging van 1595 (27,8%).

## Geografie
Volgens het United States Census Bureau beslaat de plaats een oppervlakte van
4,3 km², geheel bestaande uit land. Belgrade ligt op ongeveer 1366 m boven zeeniveau.

## Plaatsen in de nabije omgeving
De onderstaande figuur toont nabijgelegen plaatsen in een straal van 32 km rond Belgrade.